# ایر جامائیکا
ایر جامائیکا (به انگلیسی: Air Jamaica) یک شرکت هواپیمایی با کد یاتا BW است که در تاریخ ۱ اکتبر ۱۹۶۸ میلادی تأسیس شده است. این شرکت هواپیمایی به ۱۹مقصد، پرواز مستقیم انجام می‌دهد.